# 煙火 (aiko單曲)
《煙火》（日语：花火），日本女性創作歌手aiko的第3張單曲。1999年8月4日發行。是aiko的成名作及代表作之一。

## 簡介
前作《愛哭》約5個月之後發行。
被用作Circle K Sunkus的電視廣告歌曲。同年又被朝日電視台用作綜藝節目的片尾曲。2003年單曲發行4年後，再次被起用為電視動畫《陽光伴我行》的片頭曲。
發行首週在Oricon公信榜排行僅有第26位，隨後排行穩步上升，到發行第8週終於達到Oricon第10位，是aiko的單曲首次進入Oricon前十位。 在榜時間達20週，總銷量超過21萬張，是aiko的成名歌曲。
這首歌使aiko全國著名，憑著此曲首次被邀請上朝日電視台音樂節目《MUSIC STATION》，節目中aiko交給節目主持人田森一張個人名片，成為熱議話題。
至今這首歌已成為日本經典的戀愛歌曲，其對少女戀愛心情的細緻刻畫備受推崇，多次被評選為「夏季戀愛最想聽到的歌曲」。

## 收錄曲目
1. 煙火
2. 大拇指的用法（親指の使い方）
3. 合一把傘（相合傘）
4. 煙火（Instrumental）

全 作詞、作曲：AIKO；編曲：島田昌典

## 外部連結
- 唱片介紹